# Ефетов, Георгий Борисович
Георгий (Юрий) Борисович Ефетов (22 марта 1955, Симферополь — 24 июня 2013, Симферополь) — советский и украинский медик, трансфузиолог. Геральдист, председатель геральдического общества Крыма «Грифон». Автор герба Крыма (в коллективе), герба и флага Симферополя. Лауреат Государственной премии АРК.

## Биография
Родился 22 марта 1955 года в Симферополе. Из караимской медицинской династии, отец — Борис Александрович (Исаакович), работал трансфузиологом на Симферопольской станции переливания крови. Мать — Софья Бабакаевна (урождённая Габай), педиатр. 
Окончил симферопольскую школу № 9 (1972) и Крымский медицинский институт (1979). Выступал в команде КВН ВУЗа. Работал по распределению врачом-гинекологом в Джанкойской центральной больнице. Вернувшись в Симферополь стал трансфузиологом.
Активист национального движения караимов, сотрудничал с Ассоциацией крымских караимов «Крымкарайлар». Автор стихотворения «Камни Джуфт Кале» ставшего неофициальным гимном этого народа.
Руками храмы выбиты в скале, прошли века и пролетели годы,
Но помнят камни улиц Джуфт-Кале след малого, но гордого народа.
Известный геральдист СССР и СНГ, председатель секции геральдистов Симферопольского отделения ВОКФ, член оргкомитета V Всесоюзного слета коллекционеров-геральдистов, позднее председатель геральдического общества Крыма «Грифон», почётный гость Всероссийского геральдического общества. Соавтор герба Крыма и Симферополя, лауреат Государственной премии АРК (1998).
В 1991 году газета Крымская правда, при поддержке руководства КрАССР объявила конкурс читателей на проект республиканского герба. Множество вариантов эстетически и идеологически достойные, тем не менее, были далеки от принципов геральдики. Были созданы две творческие группы, позднее слитые в одну. Специалисты в истории Крыма и геральдике врач Георгий Ефетов, подполковник, преподаватель мединститута Владимир Ягупов, завотделом Крымского краеведческого музея Андрей Мальгин создали красный варяжский щит с вписанным серебряным грифоном. Щит - память об историческом прошлом полуострова, находившегося на знаменитом пути «из варяг в греки». Крылатый грифон - хранитель Крыма, а его цвет - символ наших чистых помыслов. В правой лапе у мифического существа - открытая раковина с голубой жемчужиной - символ единства крымчан и уникальности нашей земли. Античные колонны на гербе - память о древнейших цивилизациях, что были здесь, а золотые лучи восходящего солнца - символ возрождения. Девиз для герба, «Процветание в единстве», придумал Владимир Ягупов, подчёркивая многонациональность крымчан и их дружбу, проверенную годами. 24 сентября 1992 года на 9-й сессии герб был утверждён.
Автор гербов Крымской республиканской станции переливания крови, Крымского республиканского онкологического диспансера, Крымского государственного медицинского университета.
Поэт-любитель, турист. К конце жизни тяжело болел, потеряв мобильность, продолжал заниматься геральдикой. Умер 24 июня 2013 года.